# مدير مائدة القمار (فلم)
مدير مائدة القمار (بالإنجليزية: Croupier) فيلم دراما وجريمة بريطاني للمخرج مايك هودجز عام 1998. الفيلم من بطولة كليف أوين، كيت هاردي، أليكس كينغستون، جينا ماكي، ونيكولاس بول  وتدور الأحداث حول جاك الكاتب طموح الذي يتم تعيينه في وظيفة مدير مائدة قمار في نادي للقمار، ويدرك أن عمله هذا سوف ينتج رواية رائعة. اجتذب الفيلم متابعين نقديين قويين في الولايات المتحدة وساعد في إطلاق شهرة أوين التمثيلية هناك.
أصدرت شركة الياس أطلانتس الفيلم على أقراص دي في دي في كندا، وشركة إيماج للترفيه في الولايات المتحدة.
تم استبعاد الفيلم من جوائز الأوسكار بعد عرضه على التلفزيون الهولندي.
صدر الفيلم إلى دور العرض البريطانية في 18 يونيو 1999.
منح موقع قاعدة بيانات الأفلام على الإنترنت (IMDB) الفيلم درجة 7/ 10.

## طاقم التمثيل
كليف أوين: في دور جاك مانفريد (كاتب ويعمل بنادي القمار)
كيت هاردي: في دور بيلا (زميلة جاك في نادي القمار)
أليكس كينغستون: في دور جاني دي فيليرز (مقامرة)
جينا ماكي: في دور ماريون نيل (حبيبة جاك)
نيكولاس بول: في دور جاك الاب (والد جاك)
الكسندر مورتون: في دور ديفيد رينولدز
نيك ريدينج: في دور جايلز كريمورن
بول رينولدز: في دور مات (زميل جاك المحتال)
بارنابي كاي: في دور تاجر سيارات
جون رادكليف: في دور حلاق
شيلا ويتفيلد: في دور عاملة مانيكير
ديفيد هاميلتون: في دور مشرف نادي القمار 

## أحداث الفيلم
يحصل جاك مانفريد (كليف أوين)، الكاتب الطموح، على وظيفة مدير مائدة قمار في كازينو محلي. لم يتمكن جاك من نشر أي كتاب من تأليفه وكان يسعى لتغطية نفقاته ولهذا ذهب لإجراء مقابلة للحصول على هذه الوظيفة بتوصية من والده، جاك الأب (نيكولاس بول)، الذي يعلم أن ولده نجح في هذا المجال عندما عمل في جنوب إفريقيا. ينجذب جاك إلى عالم القمار، وعندما يصطحبه زميله مات (بول رينولدز) يعرف أنه يغش في اللعب لمضاعفة دخله. ينتهك جاك سياسة الكازينو باصطحاب زميلته بيلا (كيت هاردي) إلى فراشه بينما تبدأ علاقته مع صديقته ماريون (جينا ماكي) وعلى وجه الخصوص عندما يسمح لها بقراءة جزء من كتابه، الذي بدأ في كتابته عن شاب يعمل مديراً لمائدة قمار وهو بارد وعديم الشعور يستمتع برؤية المقامرين يخسرون، وتعرب ماريون عن بغضها لما قرأته.
تسعى المقامرة جاني (أليكس كينغستون) لصداقة مع جاك، وتظهر له بعض الكدمات التي أصابتها ممن تدين لهم بالمال، وتطلب من جاك أن يكون الرجل الداخلي لسرقة كازينو القمار. يوافق جاك، في النهاية، ويقبل 10000 جنيه إسترليني مع 10000 جنيه إسترليني إضافية إذا سارت الأمور على ما يرام. ويلاحظ جاك أن إصابات جاني كانت مزيفة.
تتصالح ماريون مع جاك ولكنها تكتشف أنه متورط في شيء إجرامي وتسعى لإفساده حيث تقوم بحذف رسالة هاتفية لجاك تبلغه أن السرقة سوف تتم عشية عيد الميلاد، وتقوم أيضاً بإبلاغ صديقها الشرطي بخطة السرقة. تبدأ الخطة عندما يقوم أحد المقامرين بضرب جاك للفت الأنظار بينما يحاول الآخرون الاستيلاء على الأموال ولكنهم يفشلون. يقرع الباب في وقت متأخر من الليل، ويعتقد جاك أن لصوص الكازينو سوف يطالبون بإعادة أموالهم، ولكنه يجد شرطي يخبره أن ماريون قُتلت في حادث سيارة صدمتها ولاذت بالفرار.
ينشر جاك كتابه دون الكشف عن هويته ويحقق نجاحاً كبيراً ولكنه لا يغير أي شيء في حياته، ويستمر في العمل والعيش في شقته البسيطة، ولا حتى يبتاع السيارة التي يحلم بها.
يتلقى جاك مكالمة من جاني التي تهنئه على لعب دوره في محاولة السرقة وتلمح إلى أنها استفادت بشكل كبير. ثم تكشف أنها صديقة جاك الاب الذي ينطلق صوته وهو بجانبها ويلمح لابنه أنه دفع به إلى وظيفة مدير مائدة القمار من أجل الترتيب لمحاولة السرقة، ويفاجأه جاك بأنه مستمتع بذلك. ينهي جاك المكالمة، وتظهر بيلا في فراشه وهي تقبله.

## استقبال الفيلم
كان استقبال الفيلم عند صدوره في بريطانيا في 18 يونيو 1999 استقبالاً صامتاً، ثم صدر إصداراً محدوداً في الولايات المتحدة في 21 أبريل 2000، ثم صدر إلى دور العرض الأمريكية في 28 يوليو 2000  وعندئذ تلقى إشادة من النقاد على نطاق واسع.
منح موقع "الطماطم الفاسدة" الفيلم تقييماً مقداره 95% بناءاً على آراء 58 ناقداً سينمائياً، وكتب الإجماع النقدي للموقع: "الكاتب الذي يسخر من الحقائق البشرية والتجربة الحقيقية هي قصة شائعة بما فيه الكفاية، ولكن هذا الفيلم الرائع يوفر خلفية مقنعة بشكل ضخم لإلقاء نظرة على جوانبنا المظلمة."
منح موقع "ميتاكريتيك" الفيلم تقييماً مقداره 75% بناءاً على آراء 28 ناقداً سينمائياً.
منح الناقد روجر إيبرت الفيلم ثلاث نجوم من أصل أربعة، مشيرًا إلى أن الهدف من الفيلم لم يكن الحبكة، بل الجو والتوصيف. كما أشاد بالتصوير الواقعي للكازينو نفسه.
وصف ستيفن هولدن في صحيفة نيويورك تايمز الفيلم بأنه "تأمل رائع في الحياة كلعبة حظ."
حقق الفيلم 7.075.068 دولارًا في شباك التذاكر.

## جوائز وترشيحات
جوائز إدغار آلان بو 2001: رشح لجائزة إدغار لأفضل سيناريو (بول مايرسبيرج)
المجلس الوطني للمراجعة - الولايات المتحدة الأمريكية 2000: فاز بجائزة (NBR) لأفضل عشرة أفلام لعام 2000.
جوائز جمعية نقاد السينما الجنوبية الشرقية لعام 2001: رشح لجائزة (SEFCA) لأفضل فيلم متعادلاً مع فيلم المصارع (2000) للمركز العاشر 

## وصلات خارجية
https://letterboxd.com/film/croupier/ مدير مائدة القمار (فيلم)
https://www.imdb.com/title/tt0159382/ مدير مائدة القمار (فيلم)
https://www.filmaffinity.com/us/film995163.html مدير مائدة القمار (فيلم)
https://www.themoviedb.org/movie/12706-croupier مدير مائدة القمار (فيلم)
https://www.allmovie.com/movie/croupier-v161662 مدير مائدة القمار (فيلم)
https://www.blu-ray.com/movies/Croupier-Blu-ray/139909/ مدير مائدة القمار (فيلم)
https://www.allocine.fr/film/fichefilm_gen_cfilm=19176.html مدير مائدة القمار (فلم)